# Macau, Gironde

Macau este o comună în departamentul Gironde din sud-vestul Franței. În 2009 avea o populație de 3.447 de locuitori.

## Evoluția populației
| An        | 1975  | 1982  | 1990  | 1999  | 2006  | 2009  |
| --------- | ----- | ----- | ----- | ----- | ----- | ----- |
| Populație | 2.065 | 2.349 | 2.648 | 2.890 | 3.196 | 3.447 |